# 윤아라
윤아라(1992년 4월 17일 ~)는 대한민국의 방송인이다.

## 방송
- 얼짱시대 6 (2011)
- 얼짱TV (2012)